# Mexitettix cuacari
Mexitettix cuacari is een rechtvleugelig insect uit de familie veldsprinkhanen (Acrididae). De wetenschappelijke naam van deze soort is voor het eerst geldig gepubliceerd in 2007 door Otte.
De soort komt voor in het noordoosten van Mexico.